# Uxem
Uxem (prononcé [yksɛm] ; Uksem en néerlandais et Oeschem en flamand) est une commune française située dans le département du Nord, en région Hauts-de-France.

## Géographie

### Localisation

#### Situation
Uxem se situe à proximité de la mer du Nord, bien qu'elle ne dispose pas d'accès direct à celle-ci. Elle est majoritairement entourée par les communes de Téteghem-Coudekerque-Village (3 km) et de Ghyvelde (4 km).
La métropole la plus proche est Dunkerque, située à environ 10 km.
La commune est entourée par la Communauté urbaine de Dunkerque au nord et la Communauté de communes des Hauts de Flandre au sud, intercommunalité dont elle fait partie.
Uxem est très proche de la Belgique, à environ 6 km à vol d'oiseau.
De plus, Uxem coupe le canal de Furnes sur une partie.
Elle fait partie de la région naturelle du Blootland français, avec beaucoup de communes du nord de l'arrondissement.

#### Communes limitrophes

Uxem dans son canton et son arrondissement.

| Leffrinckoucke               | Ghyvelde | Ghyvelde   |
| Téteghem-Coudekerque-Village | Uxem     | Les Moëres |
| Téteghem-Coudekerque-Village | Warhem   | Les Moëres |

### Géologie, relief et hydrographie
Paysage infiniment plat de champs, sans arbres ni arbustes, quadrillé de watringues. On y cultive des céréales, betteraves ou pommes de terre. Le sud de la commune est constitué des petites Moëres, ancien lac asséché par Cobergher et qui est sous le niveau de la mer, le reste de la commune culminant à 1 ou 2 mètres. Au nord, on distingue l'autoroute A16, qui coupe le village de la mer. Plus loin, on aperçoit l'usine des dunes (métallurgie) derrière laquelle l'œil averti pourra apercevoir des lambeaux de dunes. Au sud, on peut distinguer par temps sec la chaine des monts des flandres et l'abbaye de Saint-Winoc de Bergues.
On remarquera que depuis 30 ans, si le nombre d'habitants a augmenté de 20 %, la surface urbanisée a doublé.
La superficie de la commune est de 8,27 km2 ; son altitude varie entre −2 et 3 m.
Uxem a pour circonscriptions administratives hydrographique le Bassin Artois-Picardie.

### Hydrographie

#### Réseau hydrographique
La commune est située dans le bassin Artois-Picardie. Elle est drainée par la Ringsloot, le canal Nieuport-Dunkerque, le canal des Moeres, le canal des Chats, la courte paille, le Gaers Leet, le moldyck, le watergang Niderleet, le watergang Swanlee et un autre petit cours d'eau,.
Le Ringsloot, d'une longueur de 20 km, prend sa source dans la commune de Hondschoote et se jette  dans le canal des Moeres à Warhem, après avoir traversé quatre communes. 

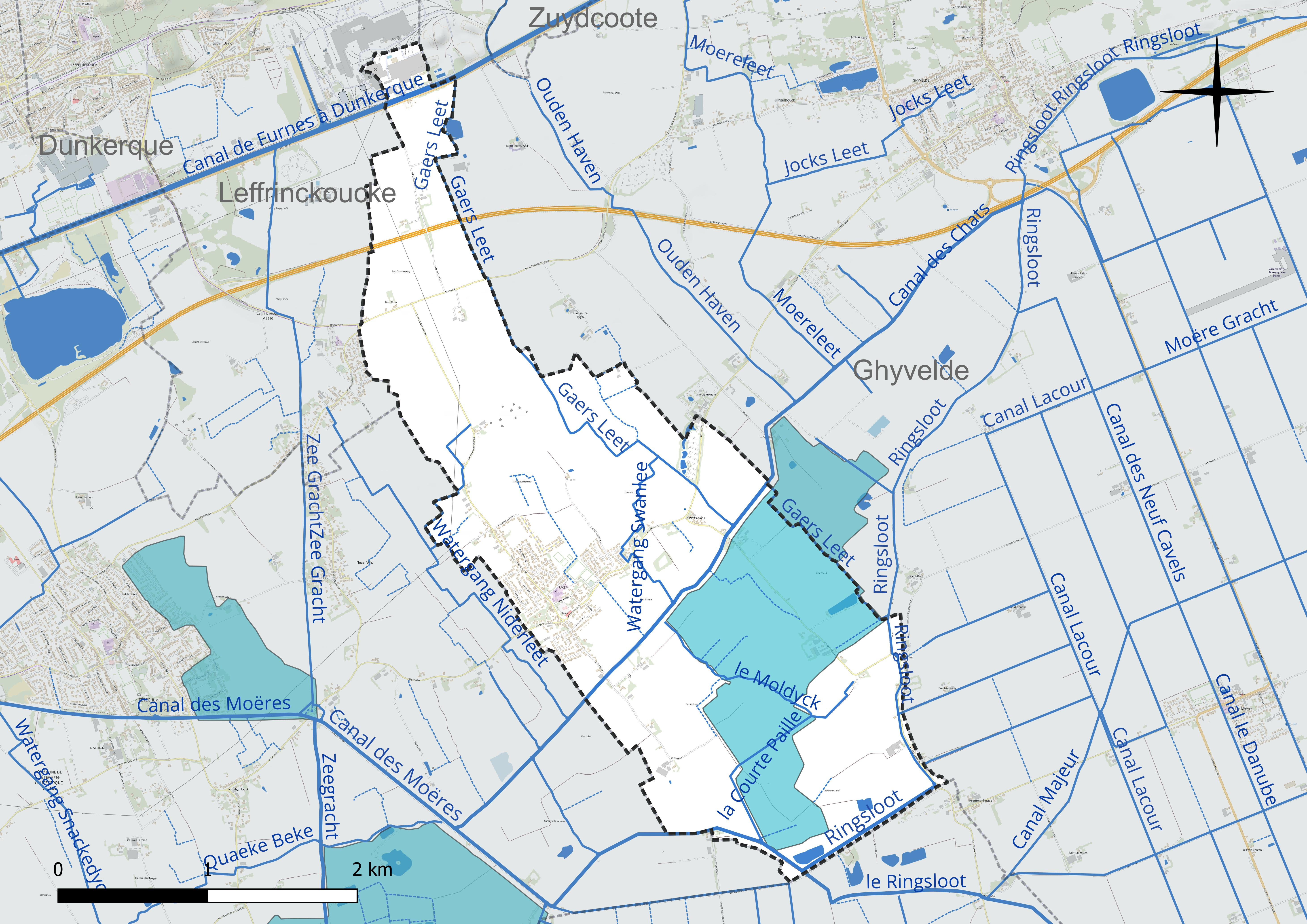
Réseau hydrographique d'Uxem.

Le canal Nieuport-Dunkerque est un canal, chenal et un cours d'eau naturel qui relie Furnes, en Belgique, à Dunkerque. 
Le canal des Moeres, d'une longueur de 11 km, prend sa source dans la commune de Warhem et se jette  dans le canal Nieuport-Dunkerque à Dunkerque, après avoir traversé cinq communes. 

#### Gestion et qualité des eaux
Le territoire communal est couvert par le schéma d'aménagement et de gestion des eaux (SAGE) « Delta de l'Aa ». Ce document de planification concerne un territoire de 1 208 km2 de superficie, délimité par le bassin versant de l'Aa. Le périmètre a été arrêté le 18 août 2000 et le SAGE proprement dit a été approuvé le 15 mars 2010. La structure porteuse de l'élaboration et de la mise en œuvre est l'Institution intercommunale des Wateringues. 
La qualité des cours d'eau peut être consultée sur un site dédié géré par les agences de l'eau et l'Agence française pour la biodiversité. 

### Climat
Pour des articles plus généraux, voir Climat des Hauts-de-France et Climat du Nord.
En 2010, le climat de la commune est de type climat océanique altéré, selon une étude du CNRS s'appuyant sur une série de données couvrant la période 1971-2000. En 2020, Météo-France publie une typologie des climats de la France métropolitaine dans laquelle la commune est exposée à un climat océanique et est dans la région climatique  Côtes de la Manche orientale, caractérisée par un faible ensoleillement (1 550 h/an) ; forte humidité de l'air (plus de 20 h/jour avec humidité relative > 80 % en hiver), vents forts fréquents.
Pour la période 1971-2000, la température annuelle moyenne est de 10,7 °C, avec une amplitude thermique annuelle de 13,9 °C. Le cumul annuel moyen de précipitations est de 725 mm, avec 12,6 jours de précipitations en janvier et 7,9 jours en juillet. Pour la période 1991-2020, la température moyenne annuelle observée sur la station météorologique la plus proche, située sur la commune de Dunkerque à 8 km à vol d'oiseau, est de 11,7 °C et le cumul annuel moyen de précipitations est de 690,8 mm,. Pour l'avenir, les paramètres climatiques de la commune estimés pour 2050 selon différents scénarios d'émission de gaz à effet de serre sont consultables sur un site dédié publié par Météo-France en novembre 2022.

### Transports
La commune est desservie par certaines courses de la ligne C6 ainsi que par les lignes scolaires du réseau DK'BUS, bien qu'elle ne fasse pas partie de la Communauté Urbaine de Dunkerque.
Uxem est desservie par certaines lignes du réseau de bus Arc-En-Ciel, notamment les lignes scolaires.
Outre les transports en commun, la commune est à proximité de l'autoroute A16 et est traversée par les routes départementales D2 (allant de Ghyvelde à Saint-Folquin) et D79 (allant de Dunkerque à Bambecque).

### Paysages
Pour un article plus général, voir Paysage en France.
La commune s'inscrit dans les « paysages des dunes de la mer du Nord » tels qu’ils sont définis dans l’atlas de paysages de la région Nord-Pas-de-Calais, conçu par la direction régionale de l'Environnement, de l'Aménagement et du Logement (DREAL),. 
Ces paysages concernent 23 communes du Nord et du Pas-de-Calais avec trois pôles d’attraction que sont Calais à l'ouest et Dunkerque à l’est et, dans une moindre mesure, Gravelines au centre où se trouve le delta du fleuve côtier l’Aa. On y distingue trois parallèles : la frange côtière avec son cordon dunaire ; l'ancienne route nationale 1 et l'Autoroute A16.
Ces paysages sont composés d’un cordon dunaire de 60 km typique des paysages nordiques et que l’on retrouve aux Pays-Bas et en Belgique. Ce cordon littoral datant du VIIIe siècle s’est constitué durant la dernière transgression marine et joue un rôle de digue en protégeant la plaine maritime de l’invasion de la mer. Sa taille n’excède pas, en largeur, quelques centaines de mètres et, en hauteur, une dizaine de mètres.
Une particularité de ces paysages est la présence de moëre (marais en flamand), point le plus bas du territoire français, avec une altitude de - 4 m. leur assèchement est entrepris dès 1619 par 23 moulins à vent qui vont pomper l’eau et l’acheminer vers la mer par des watringues. Ces polders, terres gagnées sur la mer,  ainsi constitués sont les plus anciens de l’Europe du Nord.
Les cultures ne représentent que 35 % de ces paysages des dunes de la mer du Nord.
Concernant l'activité humaine, à l’ouest de ces paysages se trouve : la région de Calais, avec le tunnel sous la Manche et l'activité portuaire de Calais tournée vers l’Angleterre ; à l’est, la zone urbaine de Dunkerque et ses installations portuaires et, au centre, la zone de Gravelines avec son port de plaisance et sa centrale nucléaire. 
Sur le plan de la biodiversité, on y observe de nombreux déplacements d’oiseaux marins, côtiers ou terrestres ainsi que des phoques veau-marin installés sur les bancs de sable.

## Urbanisme

### Typologie
Au 1er janvier 2024, Uxem est catégorisée ceinture urbaine, selon la nouvelle grille communale de densité à sept niveaux définie par l'Insee en 2022.
Elle est située hors unité urbaine. Par ailleurs la commune fait partie de l'aire d'attraction de Dunkerque, dont elle est une commune de la couronne,. Cette aire, qui regroupe 66 communes, est catégorisée dans les aires de 200 000 à moins de 700 000 habitants,.

### Occupation des sols
L'occupation des sols de la commune, telle qu'elle ressort de la base de données européenne d'occupation biophysique des sols Corine Land Cover (CLC), est marquée par l'importance des territoires agricoles (92,3 % en 2018), en diminution par rapport à 1990 (93,8 %). La répartition détaillée en 2018 est la suivante : 
terres arables (92,3 %), zones urbanisées (6 %), zones industrielles ou commerciales et réseaux de communication (1,7 %). L'évolution de l'occupation des sols de la commune et de ses infrastructures peut être observée sur les différentes représentations cartographiques du territoire : la carte de Cassini (XVIIIe siècle), la carte d'état-major (1820-1866) et les cartes ou photos aériennes de l'IGN pour la période actuelle (1950 à aujourd'hui).

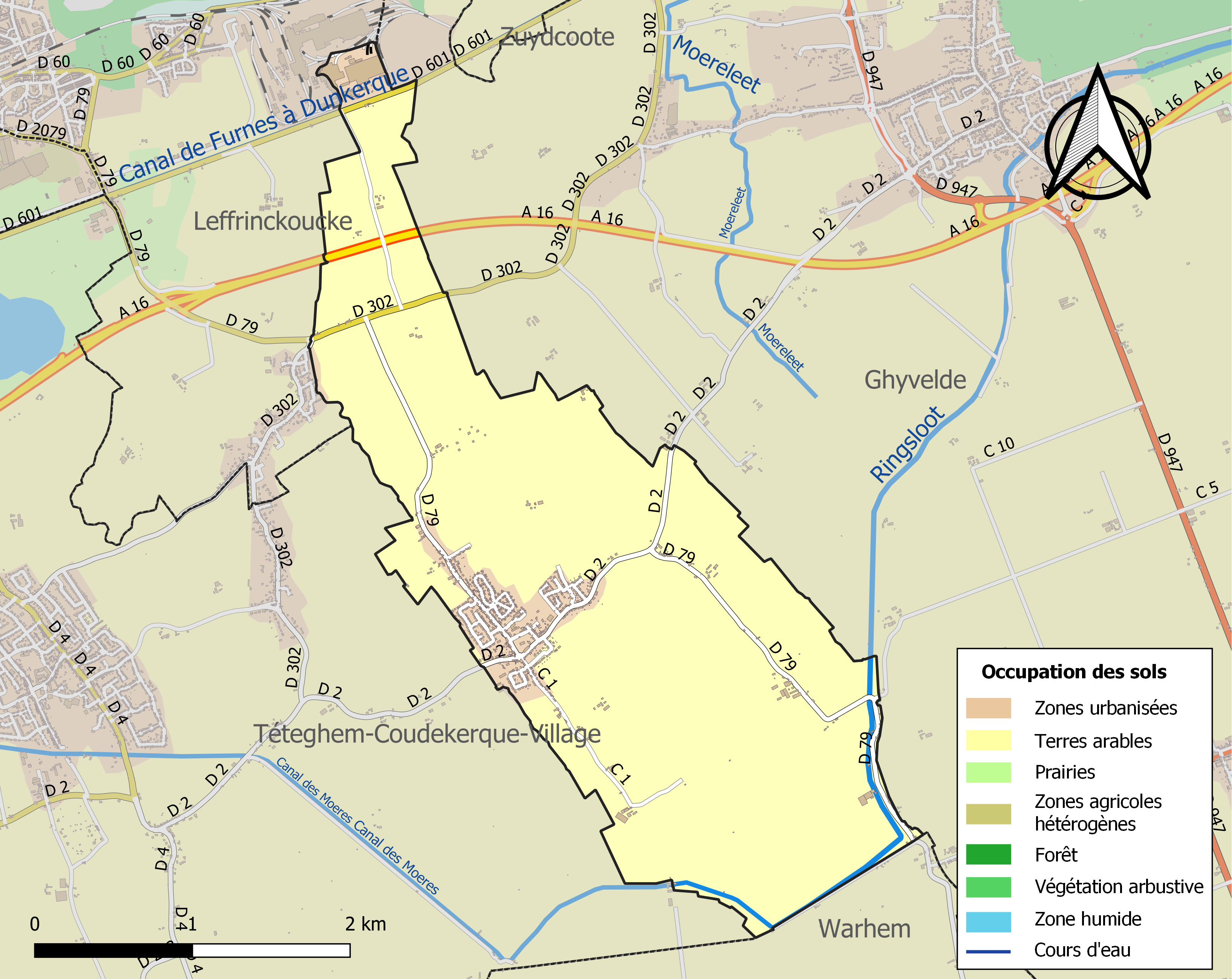
Carte des infrastructures et de l'occupation des sols de la commune en 2018 (CLC).

## Toponymie
D'un nom de personne germanique + heim
- Uckesham (981)
- Oxhem (1067)
- Uxem (1093)
- Uxhem (1328)
- Uxem (à partir de 1469)[29]

En octobre 2023, le maire, Pierre Defrance, signe une charte de la signalétique bilingue, afin de mettre en avant le nom de la commune en flamand, Oeschem, et le patrimoine linguistique flamand.

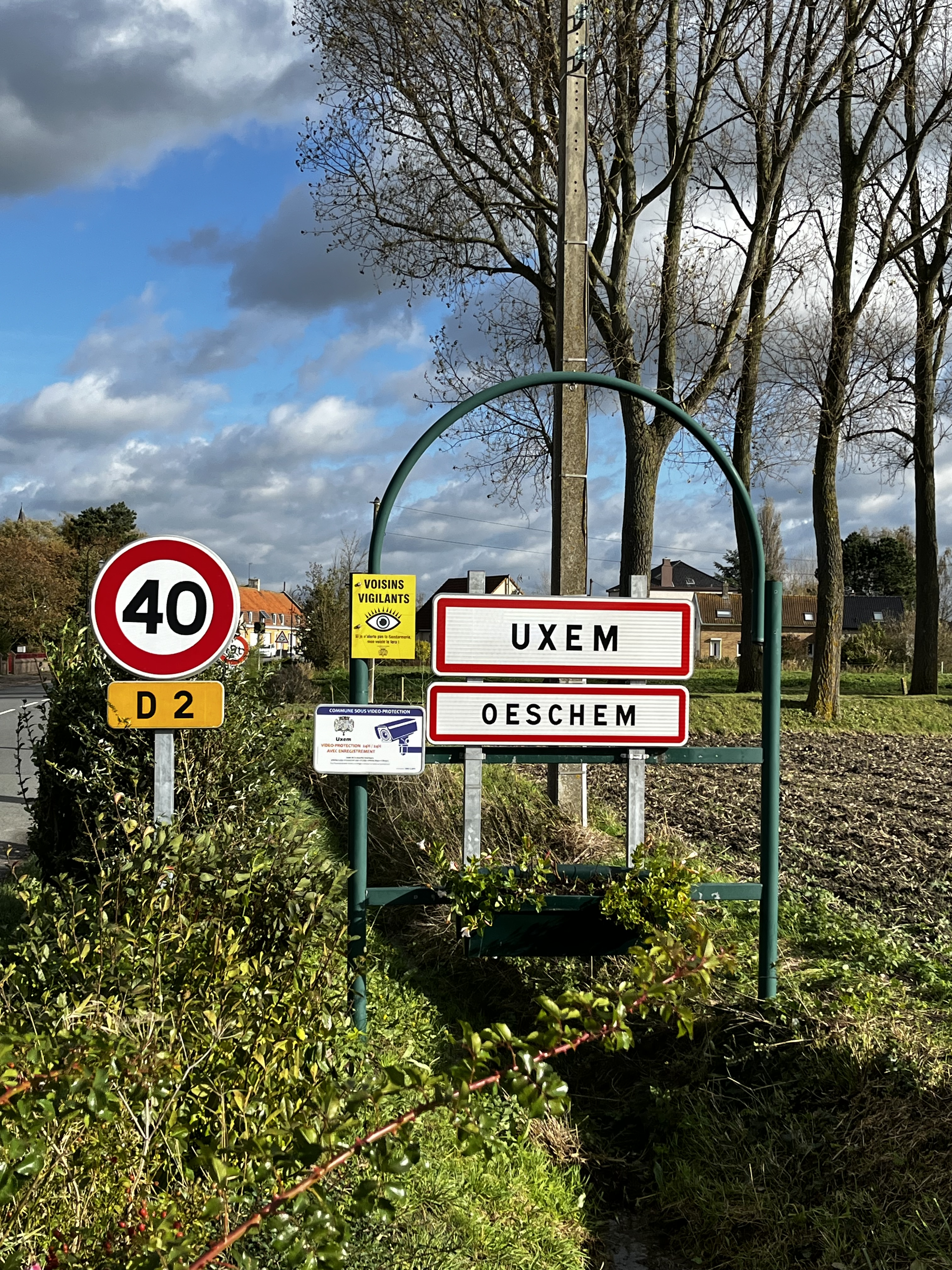
Entrée d'Uxem.
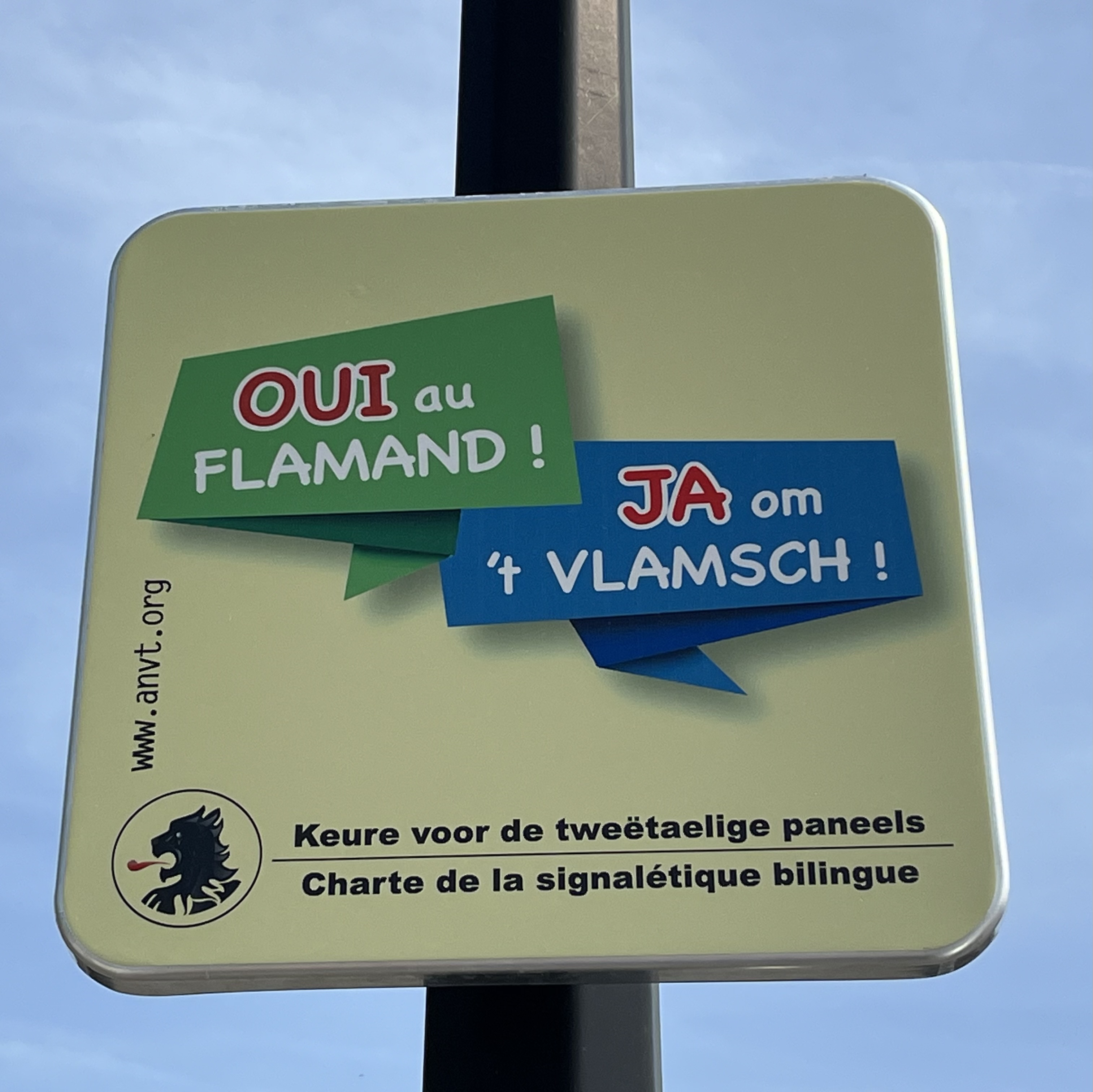
Panneau de la charte flamande signée en 2023.

## Histoire

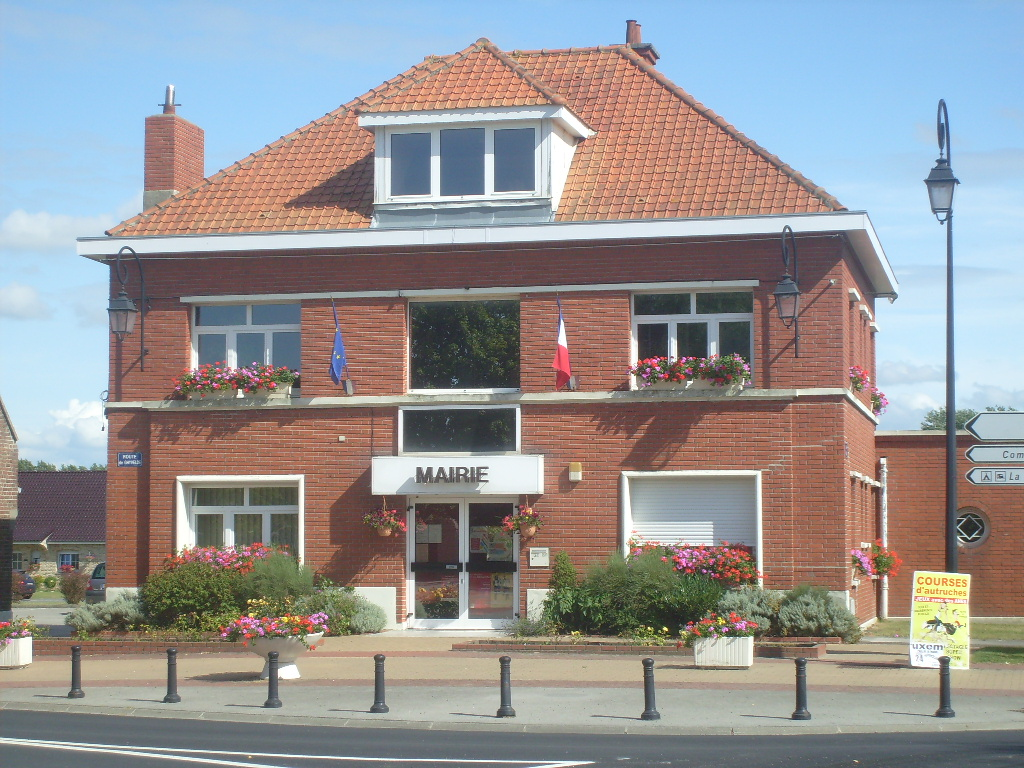
Ancienne mairie d'Uxem

Au IVe siècle, les empereurs romains, installent des lètes (barbares faits prisonniers ou d'anciens citoyens romains délivrés par les légions) pour peupler la région ravagée par les incursions franques et saxonnes. Le nom d'Uxem est certainement d'origine saxonne, comme tous les villages de la Flandre maritime contenant la racine 'hem' (maison).
Il est cité en 981 dans un titre de l'abbaye Saint-Pierre de Gand.
Uxem faisait partie de la châtellerie de Bergues. L'abbaye Saint Winoc de Bergues y possédait des biens et ne manquait pas une occasion d'accroître ceux-ci, comme elle le faisait dans la plupart des paroisses proches de son monastère : en 1202, elle achète les biens détenus par le chapitre de Béthune sur Téteghem et Uxem.
En 1232, le chevalier Eustache d'Uxem accorde à l'abbaye de Bergues un libre passage dans ses domaines pour les biens provenant des dîmes de l'abbaye à Uxem.
En 1297, le comte de Flandre Gui de Dampierre est en guerre contre le roi de France Philippe IV le Bel, mais perd la partie. Plusieurs terres appartenant à des fidèles du comte vont être utilisées pour récompenser des seigneurs ayant servi le roi, par confiscation sur leurs propriétaires légitimes. Ces confiscations n'ont sans doute majoritairement été que temporaires, néanmoins, en 1298, Jean du Bois reçoit de Raoul II de Clermont-Nesle lieutenant du roi, des terres situées à Uxem, confisquées sur plusieurs personnes ayant suivi le parti du comte.
En 1328, des habitants d'Uxem participent à la bataille de Cassel contre le roi de France et sont tués.
En 1658, après la bataille des Dunes remportée par Turenne, Dunkerque devient anglaise. La possession anglaise recouvre non seulement la ville de Dunkerque mais aussi des territoires dont certains jusque-là relevaient de la châtellenie de Bergues : Mardyck, Grande Synthe, Petite Synthe, une partie d'Armbouts-Cappel, Cappelle-la-Grande, une partie de Coudekerque, Téteghem, Uxem, Ghyvelde, Leffrinckoucke, Zuydcoote. En 1662, Louis XIV rachète ce territoire aux Anglais.

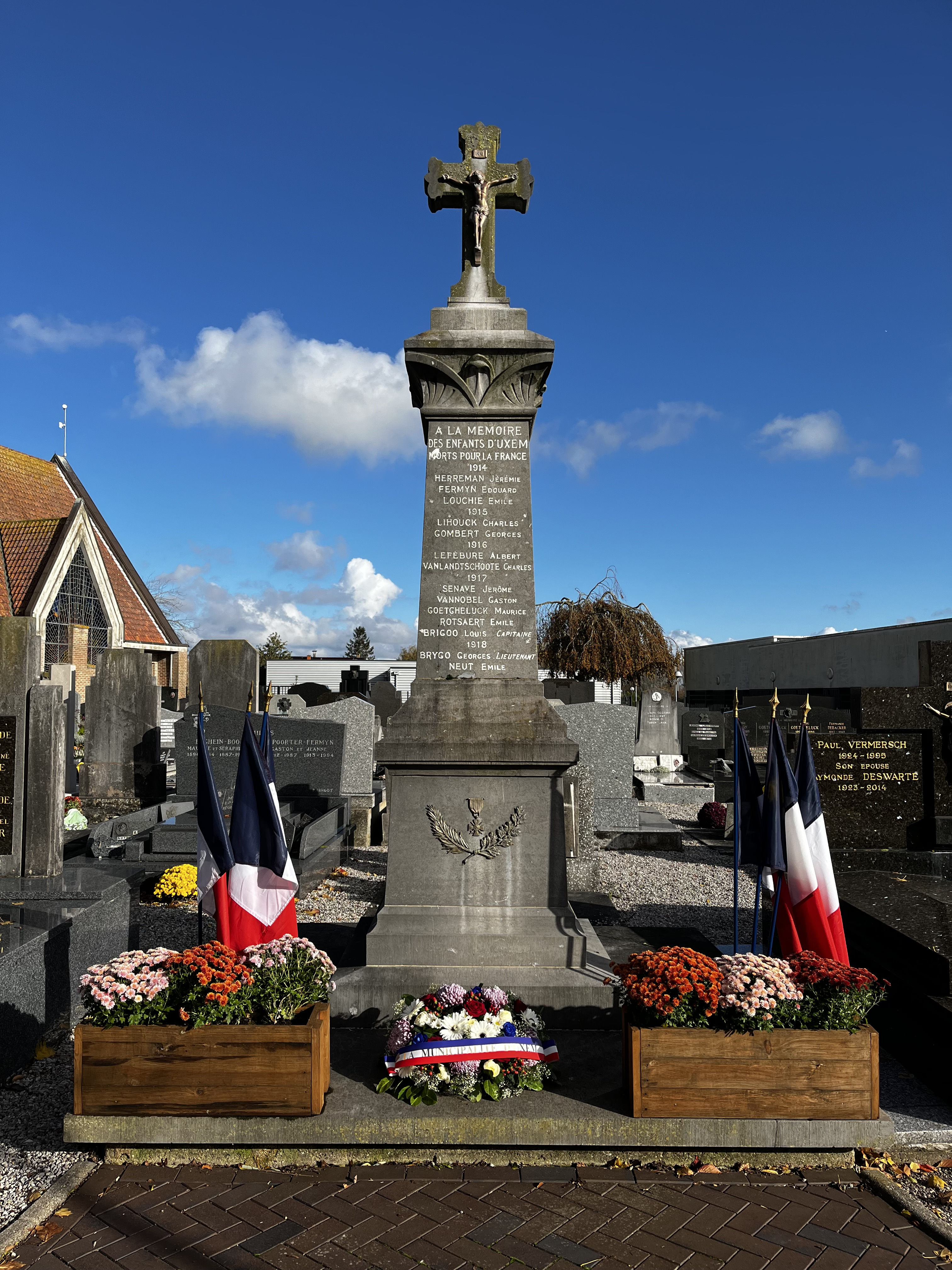
Monument aux morts d'Uxem après la célébration de l'armistice de la 1ère Guerre Mondiale le 11 11 2023

 Du point de vue religieux, Uxem relève du diocèse de Thérouanne, puis du diocèse d'Ypres, doyenné de Dunkerque.
Au moment de la Révolution française, dans le diocèse d'Ypres, le curé d'Uxem , Marie-Jean-Louis Roussel, est un des 5 prêtres, (prêtres d'Uxem, Killem, Quaëdypre, Socx, Rubrouck) sur 67 à accepter de prêter  le serment de fidélité à la Révolution (constitution civile du clergé).
En 1866, on exploite encore au moins une tourbière située sur la commune.
Pendant la première guerre mondiale, Bergues est en 1917-1918 le siège d'un commandement d'étapes, c'est-à-dire un élément de l'armée organisant le stationnement de troupes, comprenant souvent des chevaux, pendant un temps plus ou moins long, sur les communes dépendant du commandement, en arrière du front. Uxem est une de ces communes qui accueillit des troupes. Elle fait également partie du commandement d'étapes de Téteghem à la même époque de même qu'elle dépendait depuis 1916 de celui de Hondschoote.
En juin 1940, les troupes britanniques et françaises résistent aux Allemands sur le canal des chats. Le village est presque entièrement détruit par les bombardements. Les inondations consécutives aux ouvertures des écluses font le reste.
Uxem fait partie de la forteresse allemande de Dunkerque jusqu'en mai 1945.

## Politique et administration

### Tendances politiques
Les personnalités exerçant une fonction élective dont le mandat est en cours et en lien direct avec le territoire d'Uxem sont les suivantes :
| Élection        | Territoire                          | Titre                                | Nom              | Tendance politique | Tendance politique | Début de mandat | Fin de mandat |
| --------------- | ----------------------------------- | ------------------------------------ | ---------------- | ------------------ | ------------------ | --------------- | ------------- |
| Municipales     | Uxem                                | Maire d'Uxem                         | Pierre Defrance  | SE                 |                    | mars 2020       | 2026          |
| Départementales | Canton de Coudekerque-Branche       | Conseillère départementale           | Barbara Bailleul | DVG                |                    | 2021            | 2028          |
| Législatives    | Quatorzième circonscription du Nord | Député                               | Paul Christophe  | HOR                |                    | 24 janvier 2025 | 2029          |
| Régionales      | Hauts-de-France                     | Président du conseil régional        | Xavier Bertrand  | LR                 |                    | 4 juin 2016     | 2028          |
| Présidentielle  | France                              | Président de la République française | Emmanuel Macron  | RE                 |                    | 14 mai 2017     | mai 2027      |

### Administration municipale
| Période          | Période        | Identité              |
| ---------------- | -------------- | --------------------- |
| 1789             | 1790           | L. Steen              |
| 24 janvier 1790  | 1791           | Pierre Compagnie      |
| 13 novembre 1791 | 7 octobre 1792 | Théodore Ricour       |
| 9 décembre 1792  | 1793           | Pierre Compagnie      |
| 1793             | 1794           | J.D Douville          |
| 1794             | 1801           | Pierre Compagnie      |
| 1801             | 1803           | Jean Triquet          |
| 1803             | 1827           | Pierre Steen          |
| 1827             | 1833           | Jacques Vergriete     |
| 1833             | 1841           | Yves Hantschoote      |
| 1841             | 1843           | M. Davrou             |
| 1843             | 1870           | Pierre Steen          |
| 1870             | 1884           | Jules Davrou          |
| 1884             | septembre 1890 | Louis Janssen         |
| septembre 1890   | 1900           | Charles Poidevin      |
| 1900             | 1911           | Émile Brigo           |
| 1911             | 1929           | Jules Vanlandtschoote |
| 1929             | 1947           | Albert Vermeersch     |
| 1947             | 1974           | Albert Poidevin       |
| 1974             | 1989           | Bernard Ryckelynck    |
| 1989             | 1994           | Thérèse Schrevel      |
| 1994             | 1995           | Bernard Ryckelynck    |
| 1995             | 2020           | André-Pierre Becquet  |
| 2020             | en cours       | Pierre Defrance       |

### Résultats à l'élection présidentielle de 2022
| Candidats                | Candidats                | Partis                   | Premier tour | Premier tour | Second tour | Second tour |
| Candidats                | Candidats                | Partis                   | Voix         | %            | Voix        | %           |
| ------------------------ | ------------------------ | ------------------------ | ------------ | ------------ | ----------- | ----------- |
|                          | Emmanuel Macron          | LREM                     | 281          | 32,30        | 430         | 50,12       |
|                          | Marine Le Pen            | RN                       | 274          | 31,49        | 428         | 49,88       |
|                          | Jean-Luc Mélenchon       | LFI                      | 133          | 15,29        |             |             |
|                          | Éric Zemmour             | REC                      | 43           | 7,94         |             |             |
|                          | Valérie Pécresse         | LR                       | 28           | 3,22         |             |             |
|                          | Yannick Jadot            | EELV                     | 23           | 2,64         |             |             |
|                          | Fabien Roussel           | PCF                      | 22           | 2,53         |             |             |
|                          | Nicolas Dupont-Aignan    | DLF                      | 19           | 2,18         |             |             |
|                          | Jean Lassalle            | RES                      | 17           | 1,95         |             |             |
|                          | Anne Hidalgo             | PS                       | 12           | 1,38         |             |             |
|                          | Philippe Poutou          | NPA                      | 10           | 1,15         |             |             |
|                          | Nathalie Arthaud         | LO                       | 8            | 0,92         |             |             |
|                          |                          |                          |              |              |             |             |
| Votes valides            | Votes valides            | Votes valides            | 870          | 96,99        | 858         | 91,76       |
| Votes blancs             | Votes blancs             | Votes blancs             | 17           | 1,90         | 54          | 5,78        |
| Votes nuls               | Votes nuls               | Votes nuls               | 10           | 1,11         | 23          | 2,05        |
| Total                    | Total                    | Total                    | 897          | 100          | 935         | 100         |
| Abstention               | Abstention               | Abstention               | 223          | 19,91        | 188         | 16,74       |
| Inscrits / participation | Inscrits / participation | Inscrits / participation | 1 120        | 80,09        | 1 123       | 83,26       |

### Résultats à l'élection législative de 2024(14ecirconscription)
| Candidats                | Candidats                | Partis                   | Premier tour | Premier tour | Second tour | Second tour |
| Candidats                | Candidats                | Partis                   | Voix         | %            | Voix        | %           |
| ------------------------ | ------------------------ | ------------------------ | ------------ | ------------ | ----------- | ----------- |
|                          | Paul Christophe          | HOR (DVD)                | 311          | 38,16        | 408         | 52,44       |
|                          | Jean-Baptiste Gardes     | RN                       | 373          | 45,77        | 370         | 47,56       |
|                          | Philippe Heyman          | LFI (NFP)                | 106          | 13,01        |             |             |
|                          | Anne-Lise Perche         | DLF                      | 14           | 1,72         |             |             |
|                          | Sandrine Desrayaud       | LO                       | 11           | 1,35         |             |             |
|                          |                          |                          |              |              |             |             |
| Votes valides            | Votes valides            | Votes valides            | 815          | 96,45        | 778         | 95.34       |
| Votes blancs             | Votes blancs             | Votes blancs             | 18           | 2,13         | 25          | 3,06        |
| Votes nuls               | Votes nuls               | Votes nuls               | 12           | 1,42         | 13          | 1,59        |
| Total                    | Total                    | Total                    | 845          | 100          | 816         | 100         |
| Abstention               | Abstention               | Abstention               | 253          | 23,04        | 282         | 25,68       |
| Inscrits / participation | Inscrits / participation | Inscrits / participation | 1098         | 76,96        | 1098        | 74,32       |

### Résultats auxélections européennes de 2024
|                          | La France revient !                                                     | RN                       | 309  | 47,03 |  |  |
|                          | Besoin d’Europe                                                         | ENS-UDI                  | 108  | 16,44 |  |  |
|                          | Réveiller l'Europe                                                      | PP-PS                    | 52   | 7,91  |  |  |
|                          | La droite pour faire entendre la voix de la France en Europe            | LR                       | 43   | 6,54  |  |  |
|                          | La France fière, menée par Marion Maréchal et soutenue par Éric Zemmour | REC                      | 24   | 3,65  |  |  |
|                          | Parti animaliste – Les animaux comptent, votre voix aussi               | PA                       | 24   | 3,65  |  |  |
|                          | La France insoumise – Union populaire                                   | LFI                      | 17   | 2,59  |  |  |
|                          | Gauche unie pour le monde du travail soutenue par Fabien Roussel        | PCF                      | 17   | 2,59  |  |  |
|                          | Alliance rurale                                                         | RES                      | 15   | 2,28  |  |  |
|                          | Autres candidats                                                        | Autres candidats         | 34   | 5,32  |  |  |
|                          |                                                                         |                          |      |       |  |  |
| Votes valides            | Votes valides                                                           | Votes valides            | 657  | 96,90 |  |  |
| Votes blancs             | Votes blancs                                                            | Votes blancs             | 13   | 1,92  |  |  |
| Votes nuls               | Votes nuls                                                              | Votes nuls               | 8    | 1,18  |  |  |
| Total                    | Total                                                                   | Total                    | 678  | 100   |  |  |
| Abstention               | Abstention                                                              | Abstention               | 419  | 38,20 |  |  |
| Inscrits / participation | Inscrits / participation                                                | Inscrits / participation | 1097 | 61,80 |  |  |

### Jumelages
La ville ne possède pas de jumelages avec des villes étrangères.

## Population et société

### Démographie

#### Évolution démographique
L'évolution du nombre d'habitants est connue à travers les recensements de la population effectués dans la commune depuis 1793. Pour les communes de moins de 10 000 habitants, une enquête de recensement portant sur toute la population est réalisée tous les cinq ans, les populations de référence des années intermédiaires étant quant à elles estimées par interpolation ou extrapolation. Pour la commune, le premier recensement exhaustif entrant dans le cadre du nouveau dispositif a été réalisé en 2006.

En 2022, la commune comptait 1 524 habitants, en évolution de +8,01 % par rapport à 2016 (Nord : +0,51 %, France hors Mayotte : +2,11 %).
| 1793 | 1800 | 1806 | 1821 | 1831 | 1836 | 1841 | 1846 | 1851 |
| ---- | ---- | ---- | ---- | ---- | ---- | ---- | ---- | ---- |
| 372  | 360  | 425  | 404  | 436  | 430  | 428  | 460  | 461  |

| 1856 | 1861 | 1866 | 1872 | 1876 | 1881 | 1886 | 1891 | 1896 |
| ---- | ---- | ---- | ---- | ---- | ---- | ---- | ---- | ---- |
| 457  | 447  | 439  | 471  | 460  | 437  | 502  | 473  | 514  |

| 1901 | 1906 | 1911 | 1921 | 1926 | 1931 | 1936 | 1946 | 1954 |
| ---- | ---- | ---- | ---- | ---- | ---- | ---- | ---- | ---- |
| 525  | 507  | 501  | 507  | 498  | 503  | 478  | 304  | 354  |

| 1962 | 1968 | 1975 | 1982 | 1990  | 1999  | 2006  | 2011  | 2016  |
| ---- | ---- | ---- | ---- | ----- | ----- | ----- | ----- | ----- |
| 342  | 339  | 682  | 950  | 1 128 | 1 076 | 1 171 | 1 344 | 1 411 |

| 2021  | 2022  | - | - | - | - | - | - | - |
| ----- | ----- | - | - | - | - | - | - | - |
| 1 497 | 1 524 | - | - | - | - | - | - | - |

#### Pyramide des âges
La population de la commune est relativement jeune.
En 2018, le taux de personnes d'un âge inférieur à 30 ans s'élève à 34,7 %, soit en dessous de la moyenne départementale (39,5 %). À l'inverse, le taux de personnes d'âge supérieur à 60 ans est de 21,2 % la même année, alors qu'il est de 22,5 % au niveau départemental.
En 2022, la commune comptait 739 hommes pour 785 femmes, soit un taux de 51,50 % de femmes, légèrement inférieur au taux départemental (51,77 %).
Les pyramides des âges de la commune et du département s'établissent comme suit.
| Hommes | Classe d’âge | Femmes |
| ------ | ------------ | ------ |
| 0,0    | 90 ou +      | 0,0    |
| 5,3    | 75-89 ans    | 6,2    |
| 13,8   | 60-74 ans    | 16,7   |
| 22,7   | 45-59 ans    | 21,4   |
| 23,1   | 30-44 ans    | 23,6   |
| 13,3   | 15-29 ans    | 11,1   |
| 21,8   | 0-14 ans     | 21,0   |

| Hommes | Classe d’âge | Femmes |
| ------ | ------------ | ------ |
| 0,5    | 90 ou +      | 1,4    |
| 5,3    | 75-89 ans    | 8,1    |
| 14,8   | 60-74 ans    | 16,2   |
| 19,1   | 45-59 ans    | 18,4   |
| 19,5   | 30-44 ans    | 18,7   |
| 20,7   | 15-29 ans    | 19,1   |
| 20,2   | 0-14 ans     | 18     |

### Enseignement
Uxem fait partie de l'Académie de Lille et dispose d'une école, l'École Municipale Gérard Deligny, nommée en hommage à l'artiste Gravelinois né en 1950. La formation est de niveau maternelle et primaire, à savoir de la Petite section au CM2.
Le collège de secteur est le collège du Septentrion à Bray-Dunes et le lycée de secteur est le lycée Auguste Angellier à Dunkerque.
Depuis 2021, la commune dispose d'un Conseil municipal des jeunes composé de 8 jeunes pour un mandat de 2 ans.

### Santé
Uxem possède un centre médical avec un médecin généraliste, un kinésithérapeute et une microcrèche, situé en face de la mairie.
L'hôpital le plus proche est le Centre Hospitalier de Dunkerque.

## Économie

### Revenus de la population et fiscalité
La commune possède 548 ménages fiscaux en 2020, comprenant 1441 personnes.
Le revenu médian annuel de la population s'élève à 26 070 €, soit 2 172,5 € mensuel.

### Emploi
Uxem appartient à la zone d'emploi de Dunkerque, avec 75 autres communes.
Selon l'INSEE, en 2019, 76,8% de la population uxemoise âgée entre 15 et 64 ans est active, avec 71% de salariés. 8,4% de la population est retraitée.

### Entreprises et commerces
51 entreprises sont présentes sur le territoire, dans différents domaines, dont 7 sont des administrations publiques. En 2021, 14 entreprises ont été créées.
Une partie de l'entreprise métallurgique Ascometal est implantée sur le territoire.

## Culture locale et patrimoine

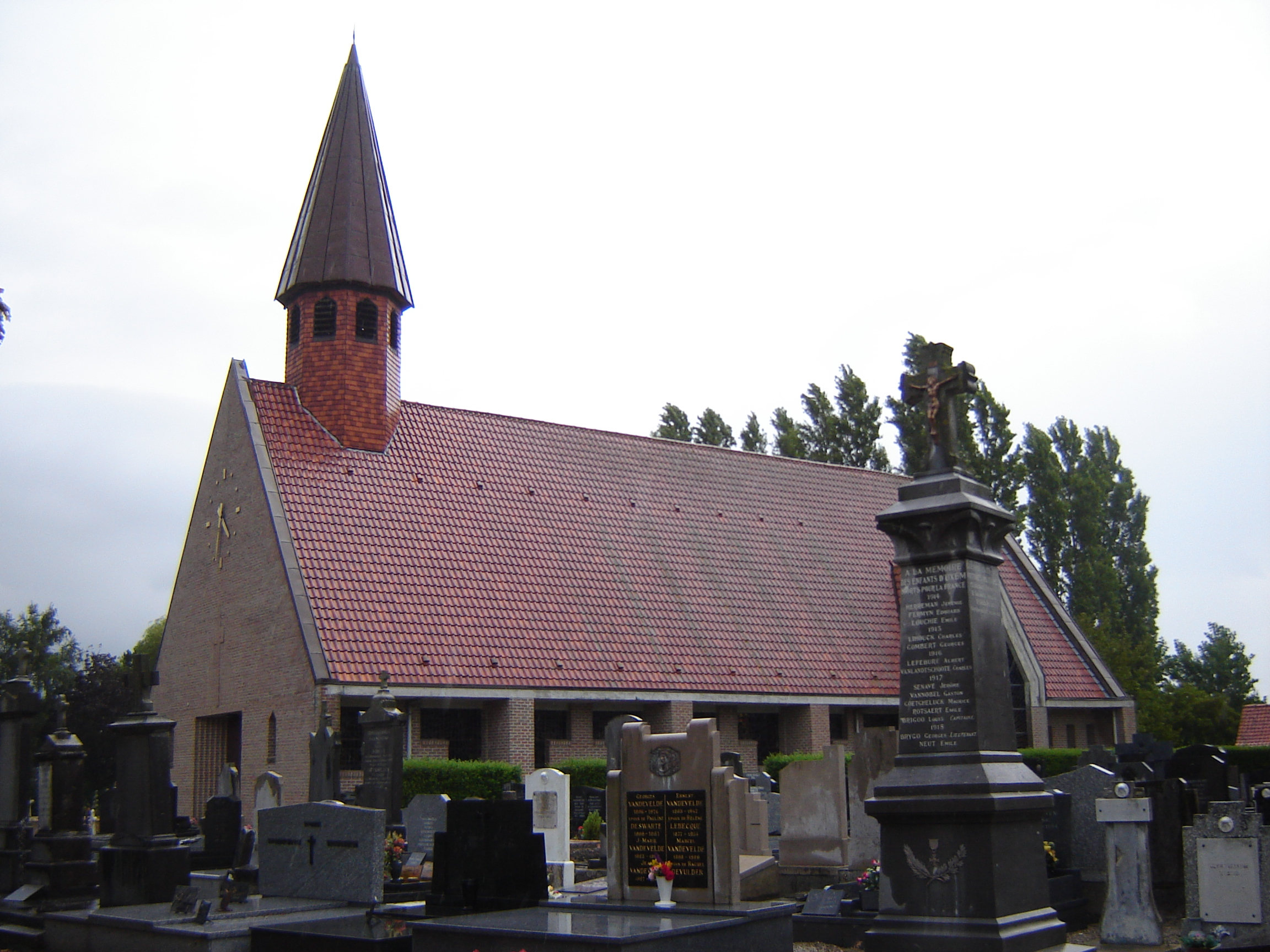
Église Saint-Amand.

### Lieux et monuments
Le village ayant été rasé pendant la Seconde Guerre mondiale, il ne compte pas de monument. Il y a toutefois quelques anciennes fermes disséminées dans la campagne. Une très grande majorité des bâtiments du village est constituée de lotissements construits à partir des années 70. La précédente église qui datait des années 1950 a brulé dans les années 1980. Il semblerait que la seule construction humaine ancienne du village, soit le canal des chats.

### Distinctions
Croix de Guerre (1939-1945) avec étoile de bronze (23 octobre 1949)

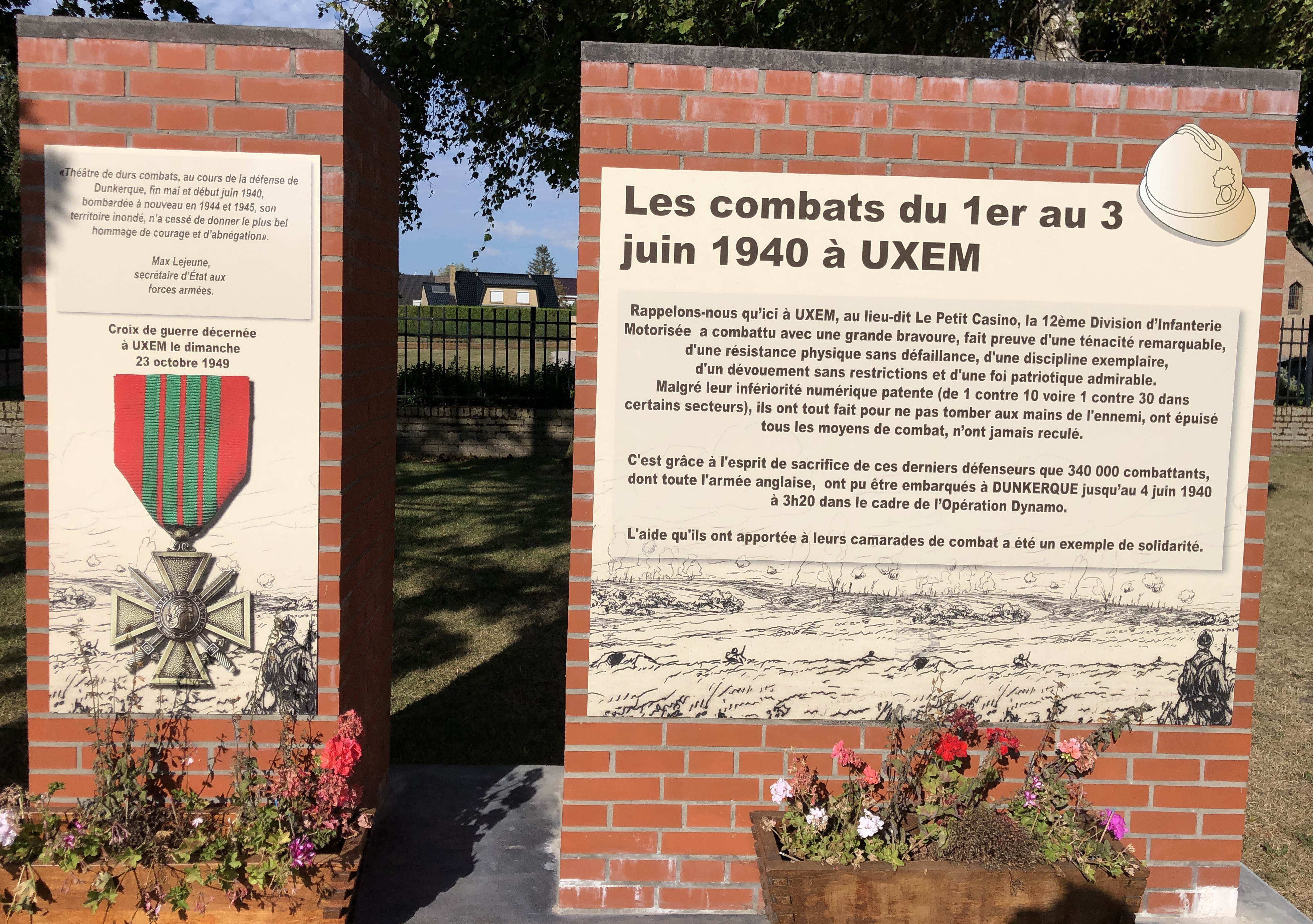
Panneau célébrant l'attribution de la croix de guerre à Uxem

Attribué par le Secrétaire d'État aux Forces Armées Max Lejeune : "Théâtre de durs combats au cours de la défense de Dunkerque, fin mai et début juin 1940, bombardée à nouveau en 1944-1945, son territoire inondé, n'a cessé de donner le plus bel exemple de courage et d'abnégation" dû au courage des Uxemoises et des Uxemois dans la bataille de Dunkerque.
Cette décoration est décernée aux personnes et aux agglomérations qui ont participé à des combats contre l'occupation durant la Seconde Guerre mondiale.

### Labels
- Terre de Jeux pour les Jeux olympiques d'été de 2024 à Paris, au titre de la CCHF

### Héraldique
| Blason de Uxem | Blason  | Parti : au 1, de gueules à trois léopards d'or rangés en pal ; au 2, échiqueté d'argent et d'azur, au canton d'hermine. |
| Blason de Uxem | Détails | Le statut officiel du blason reste à déterminer.                                                                        |